# Сурвајвор VIP: Костарика
Сурвајвор ВИП: Костарика је четврта сезона српске, и друга сезона хрватске верзије познатог ријалити ТВ шоуа Сурвајвор, емитована на Првој српској телевизији, и на РТЛ-у у Хрватској.
Ово је друга сезона у ВИП формату, а такође је и регионалне природе, обзиром да на такмичењу учествују познати из Србије, Хрватске, БЈР Македоније и Црне Горе.
Ова ВИП сезона Сурвајвор је била интернационалне природе, снимана на Костарики у току јануара и фебруара 2012. године. Учествовало је 18 ВИП личности (9 мушкараца и 9 жена) који су се борили за титулу „јединог преживелог“ кроз 37 дана.
Осим у Србији, емисија се емитовала и у Хрватској (РТЛ телевизија), Босни и Херцеговини (Телевизија ОБН), Македонији (Сител телевизија) и Црној Гори (ПРО ТВ).
Водитељи су Андрија Милошевић, као и у прве три сезоне и по први пут Маријана Батинић.
Као и у другој сезони, изгласани такмичари нису завршавали своје учешће, већ су одлазили на „Острво Одбачених“, где су чекали наредног изгласаног такмичара, а потом су се борили у дуелу. Такмичар који је остао непоражен у дуелима вратио се у уједињено племе и стекао је другу шансу да се бори за победу.
Победник је Владимир „Влада“ Вуксановић, који је победио преостало троје финалиста (Милана Громилића, Николу Шоћа и Себастијана Флајса) гласовима 6-5-2-0.
Победник је освојио новчану награду од 50.000 евра.
После скоро 10 година паузе најављена је нова сезона, под називом Сурвајвор Србија: Доминиканска Република.

## Такмичари
| Такмичар                                                                  | Оригинално племе | Промешано племе | Уједињено племе | Пласман                                           | Острво Одбачених                            | Укупно гласова |
| ------------------------------------------------------------------------- | ---------------- | --------------- | --------------- | ------------------------------------------------- | ------------------------------------------- | -------------- |
| Александра Накова 23, Ђевђелија, Македонија Манекенка                     | Борука           | Борука          |                 | 4. изгласана 13. дан                              | 3. елиминисана 14. дан Дисквалификована     | 9              |
| Станија Добројевић 27, Рума Старлета                                      | Борука           |                 |                 | 3. изгласана 10. дан                              | 5. елиминисана 17. дан Дисквалификована     | 5              |
| Миа Беговић 49, Загреб, Хрватска Глумица                                  | Матамбо          |                 |                 | 2. изгласана 7. дан                               | 1. елиминисана 1. члан великог већа 9. дан  | 5              |
| Јелена Маћић 44, Београд Шминкерка                                        | Матамбо          |                 |                 | 1. изгласана 4. дан                               | 2. елиминисана 2. члан великог већа 11. дан | 5              |
| Радован Стошић 28, Загреб, Хрватска Мистер Хрватске                       | Матамбо          | Матамбо         |                 | 6. изгласан 16. дан                               | 4. елиминисан 3. члан великог већа 17. дан  | 7              |
| Жарко „Жаре“ Бербер 43, Скопље, Македонија Водитељ                        | Борука           | Борука          |                 | 5. изгласан 16. дан                               | 6. елиминисан 4. члан великог већа 20. дан  | 4              |
| Невен Цигановић Враћен у игру                                             | Матамбо          | Борука          |                 | 8. изгласан 22. дан                               | 6. елиминисан 23. дан                       | 4              |
| Марко Караџић Враћен у игру                                               | Матамбо          | Борука          |                 | 7. изгласан 19. дан                               | Победник 23. дан                            | 7              |
| Невен Цигановић 42, Загреб, Хрватска Стилиста                             | Матамбо          | Борука          | Сибу            | 9. изгласан 5. члан великог већа 25. дан          |                                             | 7              |
| Марко Караџић 36, Београд Политичар                                       | Матамбо          | Борука          | Сибу            | 10. изгласан 6. члан великог већа 25. дан         |                                             | 9              |
| Огњен Кајганић 36, Београд Рукометаш                                      | Борука           | Матамбо         | Сибу            | 11. изгласан 7. члан великог већа 28. дан         |                                             | 6              |
| Маја Лена Лопатни 21, Загреб, Хрватска Студенткиња                        | Матамбо          | Матамбо         | Сибу            | 12. изгласана 8. члан великог већа 31. дан        |                                             | 11             |
| Александра „Алекс“ Грдић 33, Вировитица, Хрватска Фото-модел/Мис Хрватске | Борука           | Матамбо         | Сибу            | 13. изгласана 9. члан великог већа 34. дан        |                                             | 4              |
| Ава Карабатић 24, Сплит, Хрватска Старлета                                | Борука           | Борука          | Сибу            | 14. изгласана 10. члан великог већа 34. дан       |                                             | 16             |
| Мартина Врбос 28, Загреб, Хрватска Певачица и водитељка                   | Матамбо          | Борука          | Сибу            | Елиминисана у борби 11. члан великог већа 37. дан |                                             | 2              |
| Кристина Беквалац 27, Нови Сад Модна креаторка                            | Матамбо          | Матамбо         | Сибу            | Елиминисана у борби 12. члан великог већа 37. дан |                                             | 5              |
| Себастијан Флајс 29, Самобор, Хрватска Сноубордер                         | Борука           | Матамбо         | Сибу            | Четврто место                                     |                                             | 1              |
| Никола Шоћ 26, Цетиње, Црна Гора Манекен                                  | Матамбо          | Матамбо         | Сибу            | Треће место                                       |                                             | 3              |
| Милан Громилић 33, Београд Балетан                                        | Борука           | Борука          | Сибу            | Друго место                                       |                                             | 65             |
| Владимир „Влада“ Вуксановић 24, Београд Манекен                           | Борука           | Борука          | Сибу            | Једини преживели                                  |                                             | 0              |

Укупно гласова - број гласова које су такмичари зарадили током племенских савета, чиме су изгласани из такмичења. Ово не укључује гласове са последњег племенског савета, на коме су гласови за победника.

## Игра
Кругови у овом делу представљају период од три дана (осим уколико није другачије назначено) сачињен од борби за награде, имунитет и специјалних борби, а завршава се племенским саветом.
| Круг бр. | Датум емитовања                | Борбе                 | Борбе                                                  | Борбе                | Изгнаник             | Поглавица племена2   | Елиминисан(а)3 | Гласови                                           | Пласман                                   | Острво Одбачених | Острво Одбачених | Острво Одбачених | Острво Одбачених                            |
| Круг бр. | Датум емитовања                | Награда               | Имунитет                                               | Специјалне борбе1    | Изгнаник             | Поглавица племена2   | Елиминисан(а)3 | Гласови                                           | Пласман                                   | Становник        | Ривал у борби    | Елиминисан(а)    | Пласман                                     |
| -------- | ------------------------------ | --------------------- | ------------------------------------------------------ | -------------------- | -------------------- | -------------------- | -------------- | ------------------------------------------------- | ----------------------------------------- | ---------------- | ---------------- | ---------------- | ------------------------------------------- |
| 01       | Од 12. до 15. марта 2012.      | Борука                | Борука                                                 | Миа                  | -                    | Алекс                | Јелена         | 5-3-1-1                                           | 1. изгласана 4. дан                       |                  |                  |                  |                                             |
| 01       | Од 12. до 15. марта 2012.      | Борука                | Борука                                                 | Миа                  | -                    | Невен                | Јелена         | 5-3-1-1                                           | 1. изгласана 4. дан                       |                  |                  |                  |                                             |
| 02       | Од 19. до 22. марта 2012.      | Борука                | Борука                                                 | Невен                | Кристина             | Себастијан           | Миа            | 5-2-1-1-1                                         | 2. изгласана 7. дан                       | Јелена           |                  |                  |                                             |
| 02       | Од 19. до 22. марта 2012.      | Борука                | Борука                                                 | Невен                | Кристина             | Мартина              | Миа            | 5-2-1-1-1                                         | 2. изгласана 7. дан                       | Јелена           |                  |                  |                                             |
| 03       | Од 26. до 29. марта 2012.      | Матамбо               | Матамбо                                                | Александра           | Алекс                | Огњен                | Станија        | 5-4-1                                             | 3. изгласана 10. дан                      | Јелена           | Миа              | Миа              | 1. елиминисана 1. члан великог већа 9. дан  |
| 03       | Од 26. до 29. марта 2012.      | Матамбо               | Матамбо                                                | Александра           | Алекс                | Марко                | Станија        | 5-4-1                                             | 3. изгласана 10. дан                      | Јелена           | Миа              | Миа              | 1. елиминисана 1. члан великог већа 9. дан  |
| 04       | Од 2. до 5. априла 2012.       | Матамбо               | Матамбо                                                | Милан                | Невен                | Милан                | Александра     | 8-1-1                                             | 4. изгласана 13. дан                      | Јелена           | Станија          | Јелена           | 2. елиминисана 2. члан великог већа 11. дан |
| 04       | Од 2. до 5. априла 2012.       | Матамбо               | Матамбо                                                | Милан                | Невен                | Кристина             | Александра     | 8-1-1                                             | 4. изгласана 13. дан                      | Јелена           | Станија          | Јелена           | 2. елиминисана 2. члан великог већа 11. дан |
| 05       | Од 9. до 12. априла 2012.      | Борука                | Алекс                                                  | -                    | Радован4             | Влада                | Жаре           | 4-2-1-1                                           | 5. изгласан 16. дан                       | Станија          | Александра       | Александра       | 3. елиминисана 14. дан                      |
| 05       | Од 9. до 12. априла 2012.      | Борука                | Милан                                                  | -                    | Радован4             | Никола               | Радован        | 5-3                                               | 6. изгласан 16. дан                       | Станија          | Александра       | Александра       | 3. елиминисана 14. дан                      |
| 06       | Од 16. до 19. априла 2012.     | Матамбо               | Матамбо                                                | Марко                | Милан                | Ава                  | Марко          | 3-05                                              | 7. изгласан 19. дан                       | Станија          | Жаре             | Радован          | 4. елиминисан 3. члан великог већа 17. дан  |
| 06       | Од 16. до 19. априла 2012.     | Матамбо               | Матамбо                                                | Марко                | Милан                | Себастијан           | Марко          | 3-05                                              | 7. изгласан 19. дан                       | Станија          | Радован          | Станија          | 5. елиминисана 17. дан                      |
| 07       | Од 23. до 26. априла 2012.     | Матамбо               | Матамбо                                                | Милан                | Мартина              | Влада                | Невен          | 3-1-1                                             | 8. изгласан 22. дан                       | Жаре             | Марко            | Жаре             | 6. елиминисан 4. члан великог већа 20. дан  |
| 07       | Од 23. до 26. априла 2012.     | Матамбо               | Матамбо                                                | Милан                | Мартина              | Огњен                | Невен          | 3-1-1                                             | 8. изгласан 22. дан                       | Жаре             | Марко            | Жаре             | 6. елиминисан 4. члан великог већа 20. дан  |
| 08       | Од 30. априла до 3. маја 2012. | Алекс7                | Кристина, Маја Лена, Мартина, Милан, Огњен, Себастијан | Влада                | Ава                  | Милан                | Невен          | 7-6                                               | 9. изгласан 5. члан великог већа 25. дан  | Марко8           | Невен            | Невен            | 7. елиминисан Day 23                        |
| 08       | Од 30. априла до 3. маја 2012. | Алекс7                | Кристина, Маја Лена, Мартина, Милан, Огњен, Себастијан | Влада                | Ава                  | Никола               | Марко          | 9-2                                               | 10. изгласан 6. члан великог већа 25. дан | Марко8           | Невен            | Невен            | 7. елиминисан Day 23                        |
| 09       | Од 8. до 11. маја 2012.        | Себастијан [Кристина] | Себастијан (Никола)9                                   | Алекс                | Маја Лена            |                      | Огњен          | 6-3-2                                             | 11. изгласан 7. члан великог већа 28. дан |                  |                  |                  |                                             |
| 10       | Од 15. до 18. маја 2012.       | Сурвајвор аукција     | Ава, Мартина, Никола, Влада                            | Влада                | Себастијан           | Маја Лена            | 6-2-1-1        | 12. изгласана 8. члан великог већа 31. дан        |                                           |                  |                  |                  |                                             |
| 11       | Од 22. до 25. маја 2012.       | Влада [Себастијан]    | Милан                                                  | Себастијан           | Влада                | Алекс                | 4-2-1          | 13. изгласана 9. члан великог већа 34. дан        |                                           |                  |                  |                  |                                             |
| 11       | Од 22. до 25. маја 2012.       | Влада [Себастијан]    | Милан                                                  | Себастијан           | Влада                | Ава                  | 4-2-1          | 14. изгласана 10. члан великог већа 34. дан       |                                           |                  |                  |                  |                                             |
| 12       | Од 28. до 30. маја 2012.       | -                     | -                                                      | Себастијан           | -                    | Мартина              | Без гласања    | Елиминисана у борби 11. члан великог већа 37. дан |                                           |                  |                  |                  |                                             |
| 12       | Од 28. до 30. маја 2012.       | -                     | -                                                      | Милан                | -                    | Мартина              | Без гласања    | Елиминисана у борби 11. члан великог већа 37. дан |                                           |                  |                  |                  |                                             |
| 12       | Од 28. до 30. маја 2012.       | -                     | -                                                      | Влада                | -                    | Кристина             | Без гласања    | Елиминисана у борби 12. члан великог већа 37. дан |                                           |                  |                  |                  |                                             |
| 12       | Од 28. до 30. маја 2012.       | -                     | -                                                      | Никола               | -                    | Кристина             | Без гласања    | Елиминисана у борби 12. члан великог већа 37. дан |                                           |                  |                  |                  |                                             |
| Финале   | 2. јун 2012                    | Гласови великог већа  | Гласови великог већа                                   | Гласови великог већа | Гласови великог већа | Гласови великог већа | Себастијан     | 6-5-2-0                                           | Четврто место                             |                  |                  |                  |                                             |
| Финале   | 2. јун 2012                    | Гласови великог већа  | Гласови великог већа                                   | Гласови великог већа | Гласови великог већа | Гласови великог већа | Никола         | 6-5-2-0                                           | Треће место                               |                  |                  |                  |                                             |
| Финале   | 2. јун 2012                    | Гласови великог већа  | Гласови великог већа                                   | Гласови великог већа | Гласови великог већа | Гласови великог већа | Милан          | 6-5-2-0                                           | Друго место                               |                  |                  |                  |                                             |
| Финале   | 2. јун 2012                    | Гласови великог већа  | Гласови великог већа                                   | Гласови великог већа | Гласови великог већа | Гласови великог већа | Влада          | 6-5-2-0                                           | Једини преживели                          |                  |                  |                  |                                             |

У случају када су племена уједињена, такмичар који освоји награду или имунитет, приказан је као први у колони, или по абецеди када је у питању тимска борба; када један такмичар победи и позове остале да му се придруже у награди, ти такмичари су приказани у загради.
^1  Од 1. до 11. круга победници борбе имају могућност да бирају између „дуплог гласа“ и „црног гласа“, а у 12. кругу су се водиле 3 финалне борбе за „место у финалу“.
^2  Поглавице племена су вође својих племена. Они се бирају гласањем свих чланова племена и поглавице имају лични имунитет током племенског савета. У сваком кругу племена бирају поглавицу, а један такмичар не може да буде поглавица два пута узастопно.
^3  У новом обрту, сваки изгласани такмичар има могућност да баци клетву на једног члана свог бившег племена. Пре него што изгласани такмичар оде на Острво Одбачених он(а) гласа за једног такмичара и тај глас ће се рачунати приликом следећег племенског савета.
^4  Радован је одабрао да оде у изгнанство, тако да је зарадио један негативан глас на следећем племенском савету.
^5  Милан је искористила тајни имунитет, те се пет гласова против њега не рачунају.
^7  Алекс је освојила специјални имунитет и она не може бити изгласана до претпоследњег племенског савета, али до тада она мора да победи у једној борби за лични имунитет и једној специјалној (малој) борби, а ако у томе успе, постаће први финалиста. Она је победила у једној специјалној (малој) борби, али не и у борби за лични имунитет, тако да није успела.
^8  Марко је победио у последњој борби на Острву Одбачених, те се он вратио у уједињено племе, али он је морао са собом да поведе једног елиминисаног такмичара; Марко је одабрао Невена и тиме је уједињено племе комплетно.
^9  Себастијан уступа свој лични имунитет Николи.

## Гласови
Редни број племенског савета (ПС) је скоро исти број као и круг од три дана где се на крају одржава племенски савет; елиминације које се дешавају ван племенског савета нису урачунате као број племенског савета, али се рачунају као круг од три дана. Број епизоде означен је на дан када се одржава племенски савет. Број епизоде такође приказује и дан када су такмичари одустали од такмичења из било ког разлога.
|                | Оригинална племена  | Оригинална племена | Оригинална племена   | Промешана племена       | Промешана племена | Промешана племена      | Промешана племена | Промешана племена |
| -------------- | ------------------- | ------------------ | -------------------- | ----------------------- | ----------------- | ---------------------- | ----------------- | ----------------- |
| Бр. ПС:        | 1                   | 2                  | 3                    | 4                       | 5                 | 5                      | 6                 | 7                 |
| Бр. епизоде:   | 4                   | 8                  | 12                   | 16                      | 20                | 20                     | 24                | 28                |
| Елиминисан(а): | Јелена 5/10 гласова | Миа 5/10 гласова   | Станија 5/10 гласова | Александра 8/10 гласова | Жаре 4/8 гласова  | Радован 5/8 гласова4   | Марко 3/3 гласа5  | Невен 3/5 гласова |
| Гласач         | Гласови             | Гласови            | Гласови              | Гласови                 | Гласови           | Гласови                | Гласови           | Гласови           |
| Алекс          |                     |                    | Милан                |                         |                   | Радован                |                   |                   |
| Ава            |                     |                    | Александра           | Александра              | Жаре              |                        | Милан             | Невен             |
| Кристина       | Јелена              | Миа                |                      |                         |                   | Маја Лена              |                   |                   |
| Маја Лена      | Кристина            | Никола             |                      |                         |                   | Радован                |                   |                   |
| Мартина        | Јелена              | Миа                |                      | Александра              | Жаре              |                        | Милан             | Ава               |
| Милан          |                     |                    | Станија              | Александра              | Мартина           |                        | Марко             | Невен             |
| Никола         | Јелена              | Миа                |                      |                         |                   | Маја Лена              |                   |                   |
| Огњен          |                     |                    | Станија              |                         |                   | Радован                |                   |                   |
| Себастијан     |                     |                    | Станија              |                         |                   | Радован                |                   |                   |
| Влада          |                     |                    | Станија              | Александра              | Марко             |                        | Марко             | Невен             |
| Невен          | Јелена              | Радован Никола     |                      | Александра              | Жаре              |                        | Милан             | (Милан)9          |
| Марко          | Радован             | Миа                |                      | Александра              | Жаре              |                        | Милан (Милан)     |                   |
| Радован        | Јелена              | Миа                |                      |                         |                   | Маја Лена (Маја Лена)9 |                   |                   |
| Жаре           |                     |                    | Станија              | Александра              | Марко (Марко)     |                        |                   |                   |
| Александра     |                     |                    | Милан                | Ава (Ава)               |                   |                        |                   |                   |
| Станија        |                     |                    | Милан (Алекс)5       |                         |                   |                        |                   |                   |
| Миа            | Кристина            | Марко (Марко)      |                      |                         |                   |                        |                   |                   |
| Јелена         | Никола (Невен)      |                    |                      |                         |                   |                        |                   |                   |

Гласови у заградама представљају „клетву“ коју изгласани такмичар баца на неког члана свог бившег племена. Тај глас се рачуна приликом наредног племеснког савета.
|                | Уједињено племе    | Уједињено племе    | Уједињено племе    | Уједињено племе        | Уједињено племе   | Уједињено племе | Уједињено племе     | Уједињено племе      |
| -------------- | ------------------ | ------------------ | ------------------ | ---------------------- | ----------------- | --------------- | ------------------- | -------------------- |
| Бр. ПС:        | 8                  | 8                  | 9                  | 10                     | 1110              | 1110            | Борбе               | Борбе                |
| Бр. епизоде:   | 32                 | 32                 | 36                 | 40                     | 44                | 44              | 47                  | 47                   |
| Елиминисан(а): | Невен 7/13 гласова | Марко 9/11 гласова | Огњен 6/11 гласова | Маја Лена 6/10 гласова | Алекс 4/7 гласова | Ава 2/7 гласова | Мартина Без гласања | Кристина Без гласања |
| Гласач         | Гласови            | Гласови            | Гласови            | Гласови                | Гласови           | Гласови         | Гласови             | Гласови              |
| Милан          | Невен              | Марко              | Ава                | Маја Лена              | Алекс             | Алекс           |                     |                      |
| Никола         | Невен              | Марко              | Маја Лена          | Маја Лена              | Алекс             | Алекс           |                     |                      |
| Себастијан     | Невен              | Марко              | Ава                | Маја Лена              | Алекс             | Алекс           |                     |                      |
| Влада          | Невен              | Марко              | Маја Лена          | Маја Лена Кристина     | Алекс             | Алекс           |                     |                      |
| Кристина       | Ава                | Марко              | Огњен              | Маја Лена              | Ава               | Ава             |                     |                      |
| Мартина        | Ава                | Марко              | Огњен              | Маја Лена              | Ава               | Ава             |                     |                      |
| Ава            | Невен              | Марко              | Огњен              | Кристина               | Мартина           | Мартина         |                     |                      |
| Алекс          | Ава                | Ава                | Огњен              | Себастијан             |                   |                 |                     |                      |
| Маја Лена      | Ава                | Марко              | Огњен              | Милан                  |                   |                 |                     |                      |
| Огњен          | Невен              | Марко              | Ава                |                        |                   |                 |                     |                      |
| Марко          | Ава                | Ава                |                    |                        |                   |                 |                     |                      |
| Невен          | Ава                |                    |                    |                        |                   |                 |                     |                      |

  Овом такмичару је онемгућено да гласа на племенском савету, због „црног гласа“ који му удељује такмичар који је победио у борби за огрлицу црног гласа.
| Гласови великог већа | Гласови великог већа    | Гласови великог већа | Гласови великог већа | Гласови великог већа |
| -------------------- | ----------------------- | -------------------- | -------------------- | -------------------- |
| Финалисти:           | Себастијан 0/13 гласова | Никола 2/13 гласова  | Милан 5/13 гласова   | Влада 6/13 гласова   |
| Велико веће          | Гласови                 | Гласови              | Гласови              | Гласови              |
| Кристина             |                         |                      |                      | Влада                |
| Мартина              |                         |                      |                      | Влада                |
| Ава                  |                         |                      |                      | Влада 11             |
| Алекс                |                         | Никола               |                      |                      |
| Маја Лена            |                         |                      | Милан                |                      |
| Огњен                |                         |                      |                      | Влада                |
| Марко                |                         |                      | Милан                |                      |
| Невен                |                         | Никола               |                      |                      |
| Жаре                 |                         |                      | Милан                |                      |
| Радован              |                         |                      |                      | Влада                |
| Јелена               |                         |                      | Милан                |                      |
| Миа                  |                         |                      | Милан                |                      |

^5  Алекс је имала лични имунитет, те се овај глас против ње не рачуна.
^9  Ови гласови су поништени због уједињења.
^10  На 11. племенском савету изгласано је двоје такмичара, иако се гласало само једном.
^11  Ава је фаворит публике, па је зато имала право да гласа два пута.